# Didogobius amicuscaridis
Didogobius amicuscaridis is een  straalvinnige vissensoort uit de familie van grondels (Gobiidae). De wetenschappelijke naam van de soort is voor het eerst geldig gepubliceerd in 2008 door Kovacic & Schliewen.
Didogobius amicuscaridis wordt niet langer dan 32 millimeter en komt alleen voor in de Atlantische Oceaan rond het eiland Sao Tomé. Het visje is gevonden in de buurt van de ingang van het hol van de garnaalachtige Axiopsis serratifrons en voedt zichzelf onder andere met zeeslakken uit de families Scissurellidae, Rissoidae and Limacinidae.